# Reaktionsaroma
Als Reaktionsaroma werden Aromen bezeichnet, die entstehen, wenn eine geeignete Mischung von Ausgangserzeugnissen zu diesem Zweck erhitzt wird. Die Ausgangserzeugnisse müssen Aminogruppen (häufig Aminosäuren) und reduzierende Zucker enthalten, damit im Rahmen der stattfindenden Maillard-Reaktion Geruch- und Geschmacksstoffe entstehen, die für das typische Aroma von verarbeiteten Lebensmitteln verantwortlich sind, wie es auch bei Koch-, Brat- und Backvorgängen gebildet wird. Gemäß der Aromenverordnung darf zur Darstellung von Reaktionsaromen, die als Lebensmittelzusatzstoff Anwendung finden, die Erhitzung höchstens für 15 Minuten bei maximal 180 °C erfolgen. Diese Begrenzung soll dazu dienen, den sonst üblichen küchentypischen Gegebenheiten bei der Verarbeitung von Lebensmitteln in etwa zu entsprechen.
Chemisch typische Vertreter der dabei entstehenden aromaaktiven Verbindungen sind u. a. Thiazole, Pyridine, Pyrrole, Pyrazine, und Piperazine.
Anwendung finden derartige Produkte v. a. bei der Aromatisierung von Lebensmitteln aus dem Bereich des "Savory", also des fleischig, würzig und salzigen, zum Beispiel Suppen, Saucen, Snacks und auch Fertiggerichte. 